# 안나 라자레바
안나 니콜라예브나 라자레바(러시아어: Анна Николаевна Лазарева, Anna Nikolayevna Lazareva, 1997년 1월 31일 ~ )는 러시아의 배구 선수로 포지션은 라이트(아포짓 스파이커)이다. 현재 터키 여자 프로 배구 리그 클럽인 페네르바흐체 SK와 러시아 여자 배구 국가대표팀 소속으로 뛰고 있다.

## 수상 경력

### 클럽
- 화성 IBK기업은행 알토스 (2020-2021)
  - V-리그
    - 플레이오프
      -  3위 (1회) : 2020-21

    - 정규리그
      -  3위 (1회) : 2020-21
- 페네르바흐체 SK (2021-)
  -  FIVB 여자 배구 클럽 세계 선수권
    -  3위 (1회) : 2021